# Йорбе Вертессен
Йорбе Вертессен (нід. Yorbe Vertessen, нар. 8 січня 2001, Тінен, Бельгія) — бельгійський футболіст, нападник австрійського клубу «Ред Булл» (Зальцбург).

## Ігрова кар'єра

### Клубна
Йорбе Вертессен народився в Бельгії та у 2009 році приєднався до клубної академії нідерландського ПСВ. З 2019 року футболіст почав виступати за дублюючий склад «Йонг ПСВ» у Еерстедивізі. З сезону 2020/21 Вертессена почали залучати до першої команди. Його дебют в основі відбувся у грудні 2020 року у матчі Ередивізі проти «Утрехта». У складі ПСВ нападник вигравав Кубок та Суперкубок Нідерландів.
У січні 2023 року Вертессен повернувся до Бельгії, де на правах оренди до кінця сезону продовжив свої виступи у клубі «Юніон Сент-Жилуаз».
1 лютого 2024 року підписав контракт з берлінським «Уніоном».
3 лютого 2025 року перейшов у австрійський клуб «Ред Булл».

### Збірна
У 2018 році у складі збірної Бельгії (U-17) Йорбе Вертессен брав участь у юнацькому чемпіонаті Європи, де забивши чотири голи став кращим бомбардиром турніру.
В червні 2023 року Вертессен потрапив до заявки молодіжної збірної Бельгії для участі у молодіжному чемпіонаті Європи в Румунії та Грузії.

## Титули
ПСВ
 Переможець Кубка Нідерландів: 2021/22
 Переможець Суперкубка Нідерландів: 2021, 2022, 2023
Індивідуальні
- Найкращий бомбардир чемпіонату Європи (U-17): 2018